# Velika, Burgas
Velika (în bulgară Велика) este un sat în comuna Țarevo, regiunea Burgas,  Bulgaria. 

## Demografie
Componența etnică a satului Velika
     Bulgari (88,88%)
     Nicio identificare (11,11%)
     Altele (0%)
La recensământul din 2011, populația satului Velika era de 72 locuitori. Din punct de vedere etnic, majoritatea locuitorilor (88,88%) erau bulgari. Pentru 11,11% din locuitori nu este cunoscută apartenența etnică.